# Azatioprin
Azatioprin (Azathioprine, Imurek) je lek koji supresuje imunski sistem.
Azatioprin se koristi kod transplantacije organa i za tretiranje autoimunih bolesti. Neke od autoimunih bolesti su reumatoidni artritis, pemfigus, Inflamatorna bolest creva (kao što je Kronova bolest i Ulcerozni kolitis), multipla skleroza, autoimuni hepatitis, atopični dermatitis i restriktivna bolest pluća.
Azatioprin ometa sintezu purina (adenina i guanina), koji su neophodni za DNK sintezu. Inhibicija sinteze purina ima najjači efekat na brzo-rastuće ćelije, u koje spadaju T-ćelije i B-ćelije.
Azatioprin je prolek, koji se konvertuje u telu u aktivne metabolite 6-merkaptopurin (6-MP) i 6-tioinosinsku kiselinu.
Azatioprin proizvodi više generičnih proizvođača. On se prodaje pod imenima (Azasan od strane kompanije Salix u SAD, Imuran od strane kompanije GlaksoSmitKlajn u Kanadi, SADu, Australiji i Velikoj Britaniji, Azamun u Finskoj, i Imurel u Skandinaviji i Francuskoj).

## Istorija
Azatioprin je uveo u kliničku praksu Sir Roj Kaln, britanski pionir u transplantaciji. On je sledio rad Sir Peter Medavara u kojem je otkrivena imunološka baza neprihvatanja transplantiranog tkiva i organa. Kaln je uveo 6-merkaptopurin kao eksperimentalni imunosupresant za transplantaciju bubrega. Kad je azatioprin bio otkriven, on ga je primenio kao manje toksičnu zamenu za 6-merkaptopurin. Dugo godina, dvojna terapija sa azatioprinom i steroidima je bila standard za antirejekcione režime, dok ciklosporin nije bio uveden u kliničku praksu (takođe Kalnov doprinos) 1978 godine.

## Mehanizam akcije
Azatioprin je inhibitor DNK sinteze. On se konvertuje u analog purina koji inhibira proliferaciju ćelija, posebno limfocita. On je efektivan kad se koristi sam, npr. kod određenih autoimunih bolesti, ili u kombinaciji sa drugim imunosupresantima kod transplantacije organa.

## Neposredne ili kratkotrajne nuspojave
Nuspojave nisu česte. Neke od poznatih nuspojava su mučnina, iscrpljenost, gubitak kose, i osip. Zato što azatioprin supresuje kičmenu moždinu, pacijenti postaju podložni infekcijama. Mere opreza trebaju biti preduzete kad se ovaj lek koristi sa purin analozima kao što je je alopurinol. Enzim tiopurin S-metiltransferaza (TPMT) deaktivira 6-merkaptopurin. TPMT genski polimorfizam može dovesti do eksesivne toksičnosti leka.
Mada je znatno skuplji, mikofenolat mofetil se sve više koristi umesto azatioprina za organ transplantaciju, pošto u manjoj meri dovodi do supresije kičmene moždine i oportunističkih infekcija, i ima manju učestalost akutnih neprihvatanja organa. Azatioprin je još uvek veoma značajan.

## Dugotrajne nuspojave
On je listiran kao ljudski karcinogen u 11. izveštaju o karcinogenima Ministarstva zdravlja i ljudskih službi SAD.

## Literatura
- National Toxicology Program. „Azathioprine”. Substance Profiles, Report on Ccarcinogens (Eleventh изд.). U.S. Department of Health and Human Services. Архивирано из оригинала (PDF) 30. 07. 2009. г. Приступљено 28. 06. 2010.

## Spoljašnje veze
- Imuran
- Azasan
- Medline Plus savet o Imuranu
- GSK monografija proizvoda za Imuran
- SAD Nacionalna biblioteka za medicinu: Informacioni portal za lekove - Azathioprine